# 마르크 율리아노
마르크 율리아노(이탈리아어: Mark Iuliano, 1973년 8월 12일, 이탈리아 코센차 ~ )는 이탈리아의 전 축구 선수로, 포지션은 센터백이었다.

## 국가대표팀 경력
율리아노의 국가대표팀 경력은 그리 화려하지 않다. 그가 국가대표팀에 발탁되었을 당시 이탈리아 축구 국가대표팀엔 파비오 칸나바로와 알레산드로 네스타 센터백 듀오가 매우 건재했기 때문이었다. 사실상 이 두 사람의 백업 멤버나 다름없었던 율리아노로서는 국가대표팀에 소집되어서도 거의 벤치에 앉아서 대기하는 경우가 많았다. 그가 선수로서 FIFA 월드컵 무대를 밟은 것은 2002년 FIFA 월드컵 단 1번 뿐이었다. 그나마도 칸나바로-네스타 듀오에 밀려서 조별리그 동안은 계속 벤치에 대기하고 있었다. 당시 이탈리아는 멕시코, 크로아티아, 에콰도르와 함께 G조에 속해 있었다. 이탈리아는 1차전 상대 남미의 처녀 출전국 에콰도르를 맞아 크리스티안 비에리의 원맨쇼에 힘입어 2 : 0 완승을 거두어 좋은 출발을 했다. 그러나 2차전 크로아티아와의 경기에선 후반 10분에 비에리가 선제골을 넣으며 앞서갔으나 후반 28분에 이비차 올리치, 후반 31분에 밀란 라파이치에게 잇달아 실점하며 1 : 2 역전패를 당해 탈락 위기에 몰리고 말았다. 그리고 마지막 3차전 멕시코와의 경기에서 1 : 1로 비긴 덕분에 간신히 16강에 진출할 수 있게 되었다.
이탈리아의 16강전 상대는 바로 개최국 대한민국이었다. 조별리그에서 알레산드로 네스타가 부상을 당했고 또 파비오 칸나바로가 경고 누적으로 인해 뛸 수가 없게 되었다. 이에 지오반니 트라파토니 감독은 후보 선수였던 마르크 율리아노를 선발 출전시키고 그 짝으로 노련한 레프트백 파올로 말디니를 중앙으로 옮겨서 그 공백을 메우고자 했다. 그리하여 율리아노는 생애 첫 월드컵 데뷔전을 치르게 되었다. 당시 이탈리아는 전반 18분에 크리스티안 비에리의 골로 1 : 0으로 앞서갔고 세계적으로 이름난 카테나치오로 공격수만 무려 5명을 투입하는 도박을 감행한 한국의 맹공을 잘 방어하며 버텼으나 후반 43분, 라이트백 크리스티안 파누치의 볼 처리 미숙으로 흐른 볼을 설기현이 그대로 왼발 슛을 날려 동점골을 뽑아냈고 결국 몇 분을 버티지 못해 1 : 1로 비겨 승부를 연장전으로 끌고 가야했다. 그리고 연장 전반 13분, 플레이메이커 프란체스코 토티가 시뮬레이션 반칙을 하다가 경고 누적으로 퇴장을 당하며 이탈리아는 10명이 뛰어야 하는 수적 열세를 안게 되었다. 결국 후반 12분, 한국의 안정환에게 역전골을 허용하며 1 : 2 역전패를 당했다. 이후 율리아노 역시 대표팀과 멀어지면서 결국 율리아노의 월드컵 경기는 2002년의 한국전 단 1경기밖에 없었다.